# Azmatgarh
Azmatgarh è una suddivisione dell'India, classificata come nagar panchayat, di 11.101 abitanti, situata nel distretto di Azamgarh, nello stato federato dell'Uttar Pradesh. In base al numero di abitanti la città rientra nella classe IV (da 10.000 a 19.999 persone).

## Geografia fisica
La città è situata a 26° 09' 58 N e 83° 22' 01 E.

## Società

### Evoluzione demografica
Al censimento del 2001 la popolazione di Azmatgarh assommava a 11.101 persone, delle quali 5.545 maschi e 5.556 femmine. I bambini di età inferiore o uguale ai sei anni assommavano a 2.313, dei quali 1.138 maschi e 1.175 femmine. Infine, coloro che erano in grado di saper almeno leggere e scrivere erano 4.667, dei quali 2.911 maschi e 1.756 femmine.